# Конвенция о правах ребёнка

Государства - участники конвенции (ратифицировавшие — зелёного цвета, подписавшие, но не ратифицировавшие — фиолетового, не подписавшие — жёлтого)

Конве́нция ООН о права́х ребёнка — международный правовой документ, определяющий права детей в государствах-участниках. Конвенция о правах ребёнка является первым и основным международно-правовым документом обязательного характера, посвящённым широкому спектру прав ребёнка. Документ принят в 1989 году и состоит из 54 статей, детализирующих индивидуальные права каждого человека до достижения им 18 лет (если согласно применимым законам совершеннолетие не наступает ранее) на полное развитие своих возможностей в условиях, свободных от голода и нужды, жестокости, эксплуатации и других форм злоупотреблений. Участниками Конвенции о правах ребёнка являются Святой Престол, Палестина и все страны - члены ООН, кроме США.

## История создания
Одним из первых шагов Генеральной Ассамблеи ООН по защите прав детей было образование в 1946 году Детского фонда ООН (ЮНИСЕФ). Через два года, в 1948 году Генеральной Ассамблеей была принята Всеобщая декларация прав человека. В её положениях и положениях Международных пактов 1966 года, касающихся прав человека, признается, что дети являются объектом особой защиты.
Но первым актом ООН, касающимся прав детей, стала принятая Генеральной Ассамблеей в 1959 году Декларация прав ребёнка, в которой были сформулированы десять принципов, определяющих действия всех, кто отвечает за осуществление всей полноты прав детей, и которая имела целью обеспечить им «счастливое детство». Декларация провозгласила, что «человечество обязано давать ребёнку лучшее, что оно имеет», гарантировать детям пользование всеми правами и свободами на их благо и благо общества.
К 20-летию принятия Декларации прав ребёнка ООН провозгласила 1979 год Международным годом детей. В ознаменование этого был выдвинут ряд правовых инициатив, в числе которых было предложение, сделанное в 1978 году Польшей, рассмотреть в Комиссии по правам человека ООН проект Конвенции о правах ребёнка. Автором первоначального проекта был польский профессор-международник А. Лопатка. Работа над текстом проекта Конвенции велась десять лет и завершилась в 1989 году, ровно через тридцать лет после принятия Декларации прав ребёнка.
Во время работы над Конвенцией и после её принятия Генеральной Ассамблеей были организованы совещания, в которых участвовали организации, органы и специализированные учреждения ООН с целью привлечь внимание и распространить информацию о Конвенции, имеющей глобальное значение для осуществления прав человека — прав детей. Конвенция принята резолюцией 44/25 Генеральной Ассамблеи ООН от 20 ноября 1989 года, 26 января 1990 года началось подписание Конвенции. Конвенция вступила в силу 2 сентября 1990 года после ратификации её двадцатью государствами. На Венской конференции по правам человека в 1993 году было принято решение добиться того, чтобы к 1995 году Конвенция стала универсальной для всех государств.
В 1995 году в пункт 2 статьи 43 Конвенции была внесена поправка, вступившая в силу в 2002 году.
В 1996 году по инициативе Франции день принятия Генеральной Ассамблеей ООН текста Конвенции было решено ежегодно 20 ноября отмечать как День прав ребёнка.
В 2000 году приняты и в 2002 году вступили в силу два факультативных протокола к конвенции — об участии детей в вооружённых конфликтах (161 страна-участница на октябрь 2015 года) и о торговле детьми, детской проституции и детской порнографии (174 страны-участницы на июль 2018 года).
В декабре 2011 года Генеральная Ассамблея ООН приняла третий факультативный протокол, который был открыт для подписания в 2012 году и вступил в силу в 2014 году при достижении числа в десять стран-участниц. Протокол предусматривает возможность рассмотрения Комитетом по правам ребёнка жалоб на нарушения Конвенции против стран - участниц протокола. На сентябрь 2016 года в третьем протоколе участвуют 28 стран.

## Основные положения

### Первая часть
- Статьи 1—4 определяют понятие «ребёнок», утверждают приоритетность интересов детей и обязательство государств-участников принимать меры для свободного от дискриминации осуществления прав, закреплённых в Конвенции.
- Статьи 5—11 определяют перечень прав на жизнь, имя, гражданство, право знать своих родителей, право на заботу родителей и на неразлучение, права и обязанности родителей по отношению к детям.
- Статьи 12—17 излагают права детей на выражение своих взглядов, своего мнения, на свободу мысли, совести и религии, ассоциаций и мирных собраний, доступ ребёнка к распространению информации.
- Статьи 18—27 определяют обязанности государства помогать родителям и законным опекунам, а также защищать детей от жестокого обращения со стороны лиц, заботящихся о них, права детей, лишённых семейного окружения или усыновляемых, неполноценных в умственном или физическом отношении, беженцев, права детей на здравоохранение, социальное обеспечение и уровень жизни, необходимый для их развития.
- Статьи 28—31 закрепляют права детей на образование, пользование родным языком и культурой, исповедование своей религии, отдых и досуг.
- Статьи 32—36 устанавливают ответственность государства в защите прав детей от эксплуатации, от незаконного употребления наркотиков, совращения, похищения и торговли детьми.
- Статьи 37—41 запрещают применять смертную казнь и пожизненное тюремное заключение без возможности освобождения за преступления, совершённые до возраста 18 лет, запрещают пытки и унизительные наказания детей, определяют права ребёнка при его обвинении в преступных деяниях или лишении свободы, а также права детей на защиту во время вооружённых конфликтов и войн. Государства обязуются принимать меры к реабилитации и социальной реинтеграции детей-жертв пренебрежения, эксплуатации или злоупотребления и сохраняют за собой право защищать права ребёнка в более высокой степени, что предусмотрено Конвенцией.

### Вторая часть
- Статьи 42—44 рассказывают о Комитете по правам ребёнка, о его структуре, функциях, правах и обязанностях, а также обязывают государства информировать детей и взрослых о принципах и положениях Конвенции.

### Третья часть
- Статьи 45—54 указывают решение процедурно-правовых проблем соблюдения государствами положений Конвенции. В отличие от многих конвенций ООН, Конвенция о правах ребёнка открыта для подписания всеми государствами, поэтому не являющийся членом ООН Святой Престол подписал её.

Новаторство Конвенции заключается прежде всего в том объёме прав, определённых для ребёнка. Некоторые из прав впервые были зафиксированы именно в Конвенции.

### О праве на образование
Конвенция в статье 28 гарантирует детям бесплатное и обязательное начальное образование и требует от государств-членов ООН поощрение развития различных форм среднего образования, как общего, так и профессионального, обеспечение его доступности для всех детей и принятия необходимых мер, как введение бесплатного образования.

### О воспитании детей
Неотъемлемую часть образования составляет воспитание. Так, среди задач семейного воспитания Конвенция (статья 18) требует, чтобы «предпринимались все возможные усилия к тому, чтобы обеспечить признание принципа общей и одинаковой ответственности обоих родителей за воспитание и развитие ребёнка. Родители или в соответствующих случаях законные опекуны несут основную ответственность за воспитание и развитие ребёнка. Наилучшие интересы ребёнка являются предметом их основной заботы».
Статья 20 определяет задачи общественного воспитания детей (ухода за ними), лишившихся родителей. «Такой уход может включать, в частности, передачу на воспитание, усыновление или, в случае необходимости, помещение в соответствующие учреждения по уходу за детьми. При рассмотрении вариантов замены необходимо должным образом учитывать желательность преемственности воспитания ребёнка и его этническое происхождение, религиозную и культурную принадлежность и родной язык».
Статья 21 определяет права ребёнка при усыновлении в другой стране: «усыновление в другой стране может рассматриваться в качестве альтернативного способа ухода за ребёнком, если ребёнок не может быть передан на воспитание или помещен в семью, которая могла бы обеспечить его воспитание или усыновление, и если обеспечение какого-либо подходящего ухода в стране происхождения ребёнка является невозможным».
Принципиальной в обеспечении прав детей на воспитание является статья 29 этого документа. Практически в ней регламентируются для стран-участниц приоритеты цели общественного воспитания:
- развитие личности, талантов, умственных и физических способностей ребёнка в их самом полном объёме;
- воспитание уважения к правам человека и основным свободам, а также принципам, провозглашённым в Уставе Организации Объединённых Наций;
- воспитание уважения к родителям ребёнка, его культурной самобытности, языку и ценностям, к национальным ценностям страны, в которой ребёнок проживает, страны его происхождения и к цивилизациям, отличным от его собственной;
- подготовку ребёнка к сознательной жизни в свободном обществе в духе понимания, мира, терпимости, равноправия мужчин и женщин и дружбы между всеми народами, этническими, национальными и религиозными группами, а также лицами из числа коренного населения;
- воспитание уважения к окружающей среде.

## Конвенция в России
- 1993 год Комитет ООН по правам ребёнка на своих 62, 63 и 64 заседаниях, состоявшихся 21 и 22 января 1993 года, рассмотрел представленный в соответствии со статьей 44 Первоначальный доклад Российской Федерации о выполнении Конвенции о правах ребёнка и принял соответствующие замечания.
- 1993 год — Правительство Российской Федерации приняло Постановление № 848 от 23 августа 1993 года «О реализации Конвенции ООН о правах ребёнка и Всемирной декларации об обеспечении выживания, защиты и развития детей».
- 1993 год — Правительство Российской Федерации Постановлением № 1977 от 23 октября 1993 года утвердило Положение «О Комиссии по координации работ, связанных с выполнением Конвенции ООН о правах ребёнка и Всемирной декларации по обеспечению выживания, защиты и развития детей в Российской Федерации» (комиссия просуществовала до 2004 года, с 2006 года созданы Правительственная Комиссия по делам несовершеннолетних и защите их прав, а также Правительственная Комиссия по правам ребёнка в Российской Федерации).
- 1998 год — утверждён Второй периодический доклад Российской Федерации о выполнении Конвенции о правах ребёнка и приложение к нему.
- 2002 год — утверждён Третий периодический доклад о реализации Российской Федерацией Конвенции ООН о правах ребёнка (1998—2002 годы).
- 2006 год — Комитету по правам ребёнка ООН представлен доклад, получены его заключительные замечания[11].